# Canvas (альбом)
| Оценки критиков | Оценки критиков |
| Источник        | Оценка          |
| --------------- | --------------- |
| Allmusic        | [ 1 ]           |
| Okayplayer      | [ 2 ]           |

Canvas — альбом джазового пианиста и композитора Роберта Гласпера, выпущенный на лейбле Blue Note. Его первая запись на мейджор-лейбле.

## Список композиций
Все композиции написаны Робертом Гласпером, за исключением «Riot», написанной Херби Хэнкоком.
1. «Rise and Shine» – 7:37
2. «Canvas»  – 9:57
3. «Portrait of an Angel»  – 5:24
4. «Enoch's Meditation»  – 8:12
5. «Centelude»  – 1:06
6. «Jelly's da Beener»  – 7:46
7. «Chant»  – 8:17
8. «Riot»  – 6:20
9. «North Portland»  – 5:51
10. «I Remember»  – 5:58

## Участники записи
- Роберт Гласпер – пианино
- Vicente Archer – бас
- Damion Reid – ударные
- Марк Тёрнер – тенор-саксофон
- Билал – вокал